# Carl Cain
Carl Cecil Cain (Freeport, 2 agosto 1934 – Pickerington, 2 giugno 2024) è stato un cestista statunitense, attivo a livello universitario nella NCAA e campione olimpico nel 1956.

## Carriera
Venne selezionato dai Rochester Royals al settimo giro del Draft NBA 1956 (48ª scelta assoluta).